# Ascario
Ascario (fl. VII secolo) è stato un vescovo visigoto.
Ascario fu vescovo di Palencia, vissuto nel VII secolo. Appare tra i firmatari dei canoni dell'ottavo concilio di Toledo del 653. Tradizionalmente è collocato al fianco di re Vamba durante la ribellione in Settimania  di Duca Paolo e Ilderico di Nîmes nel 672. Ascario  è accreditato per aver costruito a Palencia e depositato le reliquie di Sant'Antonino di Pamiers nella Cripta di San Antolín.